# Кацуура (город)
Кацуура (яп. 勝浦市 Кацуура-си) — город в Японии, находящийся в префектуре Тиба. Площадь города составляет 94,20 км², население — 19 386 человек (1 августа 2014), плотность населения — 205,80 чел./км².
Прибрежная зона города Кацуура носит название национального парка Минамибосо, курортной зоны, включающей пляж Мория на берегу Тихого океана. Пляж Мория выбран Министерством окружающей среды как один из «100 лучших пляжей Японии», а также как один из «88 лучших пляжей Японии».

## Географическое положение
Город расположен на острове Хонсю в префектуре Тиба региона Канто. С ним граничат города Камогава, Исуми и посёлки Отаки, Ондзюку. Город расположен на берегу Тихого океана. Две трети территории города занимают горы.

## История
Территория вокруг Кацууры была частью района Исуми бывшей провинции Казуса. В период Эдо бо́льшая часть территории находилась под прямым контролем сёгуната Токугава и под управлением хатамото. Деревня Кацуура была основана 1 апреля 1889 года при создании современной системы муниципалитетов. Название произошло от одноименного места на полуострове Кии. Кацуура получил статус города 12 марта 1890 года. 1 апреля 1937 года он расширился за счет присоединения соседней деревни Тоёхама. 11 февраля 1955 года он расширился за счет слияния с соседним городом Окицу и деревнями Уэно и Соно. Кацуура получил статус города 1 октября 1958 года.
В августе 1931 года английский летчик Фрэнсис Чичестер разбил свой гидросамолет в Кацууре, задев тросы во время демонстрационного полета для населения. Местная толпа вытащила его из-под обломков, и от серьезных травм его вылечили в ближайшей больнице.

## Население
Население города составляет 19 386 человек (1 августа 2014), а плотность — 205,80 чел./км². Изменение численности населения с 1980 по 2005 годы:
| 1980 | 25 462 чел. |  |
| 1985 | 25 159 чел. |  |
| 1990 | 25 334 чел. |  |
| 1995 | 24 328 чел. |  |
| 2000 | 23 235 чел. |  |
| 2005 | 22 198 чел. |  |

## Символика
Деревом города считается гортензия.

## Города-побратимы
- Ниситокё, Япония
- Натикацуура, Япония
- Кацуура, Япония